# ラウタロ・マルティネス
ラウタロ・ハビエル・マルティネス（Lautaro Javier Martínez, 1997年8月22日 - ）は、アルゼンチン・バイアブランカ出身のサッカー選手。アルゼンチン代表。セリエA・インテル・ミラノ所属。ポジションはFW、MF。

## クラブ経歴
ラシン・クラブでキャリアをスタートし、2015年11月1日、クルセロ・デル・ノルテ戦の80分にディエゴ・ミリートとの交代でプロデビューを果たした。

### インテル・ミラノ
2018年7月4日、インテル・ミラノと2023年6月30日までの契約を締結したことが発表された。2018年9月29日のカリアリ戦でセリエA初ゴールを決めた。
インテル移籍1年目は主に4-2-3-1のトップ下に当てられ、つなぎ役を求められたことで、本領を発揮できなかった。1トップのマウロ・イカルディが絶対的な存在だったことや2トップへの可変が無かったことでコンスタントに出場できずにいた。2年目の2019-20シーズンはイカルディの移籍とコンテ監督の就任によって開幕からレギュラーに抜擢され、ロメル・ルカクとの2トップの相性もよくゴールを量産。2019年10月2日、UEFAチャンピオンズリーグのグループステージ、FCバルセロナ戦でチャンピオンズリーグ初ゴールを決めるなど、チャンピオンズリーグでは4試合連続ゴールを決めた。2020-21シーズンではセリエA第15節のFCクロトーネ戦で移籍後初となるハットトリックを達成、リーグ戦では38試合で17ゴールを決め、チームのリーグ制覇に貢献、またシーズン中にはアトレティコ・マドリードへの移籍の可能性が報じられた。
2021年10月28日、インテルとの契約を2026年まで延長した。
2021-22シーズン、3月4日のUSサレルニターナ1919戦でハットトリックを決めるなど、リーグ戦では21ゴールを決めた。
2022-23シーズンのスーペルコッパ・イタリアーナではACミランを相手に1得点を挙げて優勝した。コッパ・イタリアでも決勝のACFフィオレンティーナ戦で2ゴールを決め、優勝を果たした。なお、この試合でインテルでの通算100ゴールを達成した。UEFAチャンピオンズリーグ準決勝、ACミランとの第2戦でも決勝ゴールを挙げて決勝進出に貢献した。
2023-24シーズンより正式にキャプテンに就任。2023年9月30日、サレルニターナ戦で後半10分から途中出場すると、4ゴールを挙げて勝利に貢献した。途中出場から1試合4得点はセリエA史上初の記録となった。2024年1月23日に行われたスーペルコッパ・イタリアーナ決勝、SSCナポリ戦では91分にゴールを決めてチームを優勝へ導いた。2月25日、第26節のUSレッチェとの対戦でセリエA通算100ゴールをマークした。このシーズンでは、最終的にリーグ戦24ゴールを挙げ、チームの優勝に貢献。個人でも得点王と年間MVPを受賞した。
2024年8月12日、インテルとの契約を2029年6月30日まで延長した。同年10月28日、セリエA及び、コパ・アメリカで優勝・得点王を獲得したことから、バロンドール獲得候補の1人と報じられていたが、7位に終わった。同年10月30日に行われたセリエA第10節エンポリFC戦にて、チーム3点目のゴールを決めた。これにより、クラブ史上外国人最多得点選手となった。

## 代表経歴
U-20アルゼンチン代表に選出され、2017年に行われた南米ユース選手権では、5得点を挙げて大会得点王に輝いた。
2018年3月27日に行われたスペインとの親善試合でA代表デビューを果たした。10月のイラクとの親善試合でA代表初ゴールを決めた。
コパ・アメリカ2019では、グループリーグのカタール戦とベネズエラ戦でゴールを決めた。
コパ・アメリカ2021では、準決勝のコロンビア戦でゴールを決めて決勝進出に貢献し、決勝では最大のライバルであるブラジルに勝利して優勝した。
2022 FIFAワールドカップでは、グループリーグのサウジアラビア戦、メキシコ戦ではスタメン出場したものの、ポーランド戦から決勝フランス戦まではフリアン・アルバレスにスタメンの座を譲る形になってしまった。途中出場した準々決勝オランダ戦ではPK戦で4人目のキッカーとなりチームの勝利を決めた。チームは優勝を果たしたが、個人としては大会0ゴールに終わってしまった。
コパ・アメリカ2024では、グループリーグのカナダ戦、チリ戦で途中出場から2試合連続でゴールを決め、決勝トーナメント進出が決まりスタメンで起用されたペルー戦でも2ゴールと結果を残した。準々決勝エクアドル戦ではスタメンに起用されるも得点を記録することはできず、準決勝カナダ戦、決勝コロンビア戦ではフリアン・アルバレスの控えとして、再び試合途中からの出場となった。その決勝では、0-0で迎えた延長後半の112分に決勝ゴールを決め、アルゼンチンのコパ・アメリカ2連覇に貢献。個人としても、6試合（途中出場4試合）で5得点を決め大会得点王に輝いた。

## 個人成績

### クラブ
2023-24シーズン終了時点
| クラブ           | シーズン     | リーグ戦       | リーグ戦 | リーグ戦 | 国内カップ | 国内カップ | 国際大会 | 国際大会 | その他 | その他 | 合計 | 合計 |
| クラブ           | シーズン     | ディヴィジョン | 出場     | 得点     | 出場       | 得点       | 出場     | 得点     | 出場   | 得点   | 出場 | 得点 |
| ---------------- | ------------ | -------------- | -------- | -------- | ---------- | ---------- | -------- | -------- | ------ | ------ | ---- | ---- |
| ラシン           | 2015         | プリメーラ     | 1        | 0        | 0          | 0          | 0        | 0        | -      | -      | 1    | 0    |
| ラシン           | 2016         | プリメーラ     | 3        | 0        | 1          | 0          | 0        | 0        | -      | -      | 4    | 0    |
| ラシン           | 2016-17      | プリメーラ     | 23       | 9        | 0          | 0          | 5        | 0        | -      | -      | 28   | 9    |
| ラシン           | 2017-18      | プリメーラ     | 21       | 13       | 0          | 0          | 6        | 5        | -      | -      | 27   | 18   |
| ラシン           | クラブ通算   | クラブ通算     | 48       | 22       | 1          | 0          | 11       | 5        | 0      | 0      | 60   | 27   |
| インテル・ミラノ | 2018-19      | セリエA        | 27       | 6        | 2          | 2          | 6        | 1        | -      | -      | 35   | 9    |
| インテル・ミラノ | 2019-20      | セリエA        | 35       | 14       | 4          | 0          | 11       | 7        | -      | -      | 50   | 21   |
| インテル・ミラノ | 2020-21      | セリエA        | 38       | 17       | 4          | 1          | 6        | 1        | -      | -      | 48   | 19   |
| インテル・ミラノ | 2021-22      | セリエA        | 35       | 21       | 5          | 2          | 8        | 1        | 6      | 3      | 54   | 27   |
| インテル・ミラノ | 2022-23      | セリエA        | 38       | 21       | 5          | 3          | 13       | 3        | 4      | 3      | 60   | 30   |
| インテル・ミラノ | 2023-24      | セリエA        | 33       | 24       | 1          | 0          | 8        | 2        | 2      | 1      | 44   | 27   |
| インテル・ミラノ | 2024-25      | セリエA        | 31       | 12       | 2          | 0          | 14       | 9        | 6      | 2      | 53   | 24   |
| インテル・ミラノ | クラブ通算   | クラブ通算     | 237      | 115      | 22         | 8          | 66       | 24       | 18     | 9      | 342  | 149  |
| キャリア通算     | キャリア通算 | キャリア通算   | 275      | 137      | 23         | 8          | 77       | 29       | 18     | 9      | 402  | 183  |

### 代表
- 国際Aマッチ 70試合32得点（2018年 - ）[30]

| アルゼンチン代表 | 国際Aマッチ | 国際Aマッチ |
| 年               | 出場        | 得点        |
| ---------------- | ----------- | ----------- |
| 2018             | 4           | 1           |
| 2019             | 13          | 8           |
| 2020             | 4           | 2           |
| 2021             | 14          | 6           |
| 2022             | 11          | 4           |
| 2023             | 8           | 0           |
| 2024             | 16          | 11          |
| 通算             | 70          | 32          |

## タイトル

### クラブ
インテル
- セリエA：2回（2020-21, 2023-2024）
- コッパ・イタリア：2回（2021-22, 2022-23）
- スーペルコッパ・イタリアーナ：3回（2022, 2023, 2024）

### 代表
アルゼンチン代表
- コパ・アメリカ：2回（2021, 2024）
- フィナリッシマ：2022
- FIFAワールドカップ：2022

### 個人
- セリエA年間MVP：2023-24
- セリエA得点王：2023-24
- コパ・アメリカ得点王：2024

## エピソード
- ラシン・クラブでプロデビューを果たす際に交代したディエゴ・ミリートはインテル・ミラノの2009-10シーズン三冠達成時の中心メンバーあり、同じく三冠メンバーで現在はインテルの副会長を務めるハビエル・サネッティは、「われわれは、（ディエゴ）ミリートがラシンで仕事をしていた時、ラウタロの動向を追っていた。ディエゴとはよく話をしていた」とインテル移籍時のエピソードを明かした[31]。
- インテル・ミラノで2021-22シーズンまでの3シーズン、2トップのコンビを組んでいたロメル・ルカクとは「彼が去った瞬間から、僕たちは連絡を取り合い、毎日話をした。」と話し[32]、在籍時も仲の良い様子を見せていた。しかし、ルカクがレンタルで復帰した2022-23シーズンの終了後には、インテルは完全移籍でのルカク再獲得を目指したが、ルカクのユヴェントスFCとの接触が報じられたことで[33]、インテルが撤退したため実現しなかった。その騒動については「彼へ電話をかけたが、他の仲間たちと同様に、彼は決して出てくれなかった。」と、元相棒への落胆を明かした[34]。
- 2024年4月28日に行われたセリエAトリノFC戦では1-0で勝っている状況で得たPKを、チームのPKキッカーであるハカン・チャルハノールがラウタロへと譲ろうとした。その理由は、その試合時点でラウタロはリーグ得点王であったものの、ちょうど2ヶ月前の試合からゴールから遠ざかっていた。しかし、ラウタロはキャプテンとしてチームの勝利を優先しチャルハノールの提案を拒否。チャルハノールがPKを決めた後、ラウタロは満面の笑みで祝福した[35]。